# 萨里娜·维格曼
萨里娜·佩特罗内拉·维格曼，CBE（荷蘭語：Sarina Petronella Wiegman，1969年10月26日—），是荷兰足球領隊和前球员，现任英格蘭女子足球代表隊主教练。
在她的职业生涯中，维格曼最初是一名中场球员 ，后来成为一名后卫。
2003年退役后，维格曼开始了在Ter Leede和ADO海牙女子队的执教生涯。2014年，她成为国家队助理教练。2016年，维格曼获得了她的完整教练执照，并成为第一位在荷兰职业足球组织担任教练的女性。在被任命为国家队主教练后，维格曼带领他们在2017年歐洲女子足球錦標賽上取得了胜利。两年后，她带领球队获得了2019年國際足協女子世界盃亚军。2020年8月，宣布她将从2021年开始担任英格蘭女子足球代表隊主教练。维格曼带领她们在2022年歐洲女子足球錦標賽上取得胜利，一年之后又带领球队获得2023年女子世界盃亚军。
2025年7月27日，魏格曼带领英格兰女足在欧洲女子足球锦标赛决赛中，通过点球大战3-1击败西班牙，在1-1战平后，第二次赢得该锦标赛冠军，并带队连续两次赢得该赛事冠军。魏格曼在2025年的胜利标志着她连续第三次赢得该赛事冠军。

## 外部連結
- Soccerway資料庫：萨里娜·维格曼